# Johann Friedrich Wilhelm von Charpentier
Johann Friedrich Wilhelm Toussaint von Charpentier, född 24 juni 1738, död 27 juli 1805  i Freiberg, var en tysk metallurg och geolog, far till Toussaint och Johann von Charpentier.
Charpentier var bergshauptman i Freiberg, dåvarande kurfurstendömet Sachsen. Han inlade stora förtjänster om bergsbrukets vetenskapliga bedrivande och anlade amalgameringsverket i Freiberg, som länge var ett av de mest ansedda i Europa. Han befrämjade även Sachsens geologiska undersökning.